# Olios ornatus
Olios ornatus là một loài nhện trong họ Sparassidae.
Loài này thuộc chi Olios. Olios ornatus được Tord Tamerlan Teodor Thorell miêu tả năm 1877.